# اکتالا
اکتالا (به لاتین: Aktala) یک منطقهٔ مسکونی در قرقیزستان است که در استان اوش واقع شده‌است.

## خصوصیات
اکتالا ۲٬۳۵۶ متر بالاتر از سطح دریا واقع شده‌است.